# フレッシュ・デルモンテ・ジャパン
フレッシュ・デルモンテ・ジャパン株式会社（英: Fresh Del Monte Japan Co., Ltd.）は、東京都渋谷区恵比寿に本社を置く、生鮮果実・野菜の輸入、加工、販売輸入する商社である。

## 概要
生鮮果実業界で世界トップクラスのシェアを持つアメリカのフレッシュ・デルモンテ・プロデュースの100%出資によって設立された日本法人で、バナナやパイナップルの取扱が有名。略称は頭文字を取って"FDMJ"、スローガンは世界共通で"Freshness&Quality"である。2019年現在、国内に本社含む事務所を6拠点、カットフルーツやカット野菜の加工拠点である工場を2ヶ所に構える。競合他社はドール（主なバナナ商品:「極撰」）・チキータ（主なバナナ商品:チキータバナナ）・スミフル（主なバナナ商品:甘熟王）など。キッコーマンの子会社である日本デルモンテとは、技術提携の関係でトマト等の共同販売を実施している。

## 沿革
- 1988年（昭和63年）
  - 10月28日 - 輸入商社、日本法人として「デルモンテ・フレッシュ・フルーツ株式会社」を設立し三井物産から独立。
- 1996年（平成8年）- 15年ぶりにパイナップルの新品種「Del Monte Gold Extra Sweetパイナップル」を発売。
- 1997年（平成9年）
  - 11月 - 加工製造業社として「フレッシュ・デルモンテ・ジャパン株式会社」を設立。
- 2001年（平成13年）- 最高級パイナップル「Del Monte Hawaii Gold」を発売。
- 2005年（平成17年）- 高地栽培プレミアムバナナ「ハイランドハニー」を発売。
- 2011年（平成23年）- 「デルモンテ・クラシック」を発売。
- 2014年（平成26年）
  - デルモンテ・フレッシュ・フルーツ株式会社と合併。
  - 9月 - 「ぜいたくトマト」をキッコーマンの子会社「日本デルモンテアグリ」と共同発売。
  - 11月 - 神戸工場竣工それに伴い関西営業所の活動拠点を三宮第一生命ビルディングから神戸工場併設の事務所へ移転。
- 2018年（平成30年）
  - 4月10日 - FC東京とのスポンサー契約を締結。
- 2019年（令和元年）
  - 6月27日 - FC東京とコラボレーションした「FC東京バナナ」を販売開始。

## 取扱い品目
パイナップル
商品名:デルモンテゴールド
原産地:コスタリカ・フィリピン
デルモンテグループ全体で世界シェア第1位、日本シェアはドールに次いで第2位。
バナナ
商品名:ハイランドハニー・デルモンテクラッシック・デルモンテバナナ・デルモンテグアテマラ・カルダババナナ
原産地:コスタリカ・グアテマラ・エクアドル・コロンビア・メキシコ・フィリピン・カメルーン
デルモンテグループ全体で世界シェア第2位、日本シェアはドールおよびスミフルに次いで第3位。
ブドウ
商品名:レッドグローブ・トンプソン・フレーム・クリムゾン
原産地:チリ・アメリカ・ペルー・メキシコ
トマト
商品名:ぜいたくトマト
原産地:日本
「キッコーマン」グループ会社「日本デルモンテアグリ」と共同販売。
「カズサとまとガーデン」が栽培し「日本デルモンテアグリ」が仕入れ、「フレッシュ・デルモンテ・ジャパン」が販売。
キウイ
商品名:デルモンテキウイ
原産地:チリ・アメリカ・ペルー・メキシコ
アボカド
商品名:デルモンテアボカド
原産地:メキシコ・チリ・ペルー・アメリカ
上記以外にも季節に合わせた果物や野菜を取り扱っている。

## CSR活動
- 2003年（平成15年）
  - 10月 - 第22回やさい・くだもの食べ歩き祭(協賛)
- 2004年（平成16年）
  - 10月 - 第23回やさい・くだもの食べ歩き祭(協賛)
- 2006年（平成18年）
  - 8月 - 第30回全日本少年サッカー大会(オフィシャルサプライヤー)
  - 8月 - 第18回ビーチバレージャパンカレッジ(オフィシャルサプライヤー)
- 2007年（平成19年）
  - 8月 - 第31回全日本少年サッカー大会(オフィシャルサプライヤー)
  - 8月 - 第19回ビーチバレージャパンカレッジ(オフィシャルサプライヤー)
  - 10月 - 2007年世界ラリー選手権ラリージャパン(オフィシャルサプライヤー)
  - 11月 - セルジオ越後のふれあいサッカー教室(オフィシャルサプライヤー)
- 2008年（平成20年）
  - 1月 - 第4回IATジュニアCUP(メインスポンサー)
  - 3月 - キッズスポーツフェスタ2008(オフィシャルサプライヤー)
  - 6月 - 第8回24時間グリーンチャリティーリレーマラソン(協賛)
  - 8月 - 第32回全日本少年サッカー大会(オフィシャルサプライヤー)
- 2009年（平成21年）
  - 1月 - 第5回IATジュニアCUP(メインスポンサー)
  - 9月 - 第12回24時間ゆめリレー(協賛)
- 2010年（平成22年）
  - 1月 - 第6回IATジュニアCUP(メインスポンサー)
  - 6月 - 第1回伯楽星カップ ゲイリーン・ストック バレエコンペティション(特別協賛)
  - 6月 - 第9回24時間グリーンチャリティーリレーマラソン(協賛)
  - 8月 - ウマフェス(オフィシャルサプライヤー)
  - 8月 - ウマラソン(オフィシャルサプライヤー)
  - 9月 - 第13回24時間ゆめリレー(協賛)
  - 9月 - 第64回江東区民体育大会(協賛)
- 2011年（平成23年）
  - 1月 - 第7回IATジュニアCUP(メインスポンサー)
  - 5月 - 第1回高橋尚子杯ぎふ清流ハーフマラソン(協賛)
  - 6月 - 第10回24時間グリーンチャリティーリレーマラソン(協賛)
  - 6月 - 日本プロゴルフ協会 神奈川県プロゴルフ会 東日本大震災チャリティゴルフ(協賛)
  - 8月 - 夢のつばさプロジェクト(協賛)
  - 9月 - 第14回24時間ゆめリレー(協賛)
  - 11月 - 第6回湘南国際マラソン(オフィシャルサプライヤー)
- 2012年（平成24年）
  - 1月 - 夢のつばさプロジェクト(協賛)
  - 1月 - 第8回IATジュニアCUP(メインスポンサー)
  - 5月 - 第2回高橋尚子杯ぎふ清流ハーフマラソン(協賛)
  - 6月 - 第11回24時間グリーンチャリティーリレーマラソン(協賛)
  - 9月 - 第15回24時間ゆめリレー(協賛)
  - 11月 - 第7回湘南国際マラソン(オフィシャルサプライヤー)
- 2013年（平成25年）
  - 1月 - 夢のつばさプロジェクト(協賛)
  - 1月 - ばななとグローブとジンベエザメ(特別協賛)
  - 1月 - 第9回IATジュニアCUP(メインスポンサー)
- 2014年（平成26年）
  - 1月 - 夢のつばさプロジェクト(協賛)
  - 1月 - 第10回IATジュニアCUP(メインスポンサー)
  - 11月 - 第4回神戸マラソン(オフィシャルサプライヤー)
- 2015年（平成27年）
  - 1月 - 夢のつばさプロジェクト(協賛)
  - 1月 - 第11回IATジュニアCUP(メインスポンサー)
  - 3月 - Kids One World Cup 2015 国際交流こどもミニサッカー大会
  - 3月 - 横浜マラソン2015(公式大会サポーター)
  - 4月 - 第4回福岡ふようライオンズクラブCUP(協賛)
  - 8月 - 明治神宮奉納 原宿表参道元氣祭り・スーパーよさこい2015(オフィシャルサプライヤー)
- 2016年（平成28年）
  - 1月 - 夢のつばさプロジェクト(協賛)
  - 1月 - 第12回IATジュニアCUP(メインスポンサー)
  - 3月 - 横浜マラソン2016(公式大会サポーター)
  - 4月 - 第5回福岡ふようライオンズクラブCUP(協賛)
  - 8月 - 明治神宮奉納 原宿表参道元氣祭り・スーパーよさこい2016(オフィシャルサプライヤー)
- 2017年（平成29年）
  - 1月 - 第13回IATジュニアCUP(メインスポンサー)
  - 2月 - 北九州マラソン2017(オフィシャルサプライヤー)
  - 4月 - 第6回福岡ふようライオンズクラブCUP(協賛)
  - 10月 - 横浜マラソン2017(公式大会サポーター)
- 2018年（平成30年）
  - 1月 - 第14回IATジュニアCUP(メインスポンサー)
  - 2月 - 北九州マラソン2018(オフィシャルサプライヤー)
  - 4月 - 第7回福岡ふようライオンズクラブCUP(協賛)
  - 4月 - FC東京(クラブスポンサー)
  - 9月 - 第12回ツーデーマーチ(協賛)
  - 10月 - 横浜マラソン2018(公式大会サポーター)
  - 10月 - 第24回東京ガスサラリーマンミニサッカー大会(協賛)
- 2019年（平成31年）(令和元年)
  - 1月 - FC東京(クラブスポンサー)
  - 1月 - 第15回IATジュニアCUP(メインスポンサー)
  - 4月 - 第8回福岡ふようライオンズクラブCUP(協賛)
  - 5月 - 2019ITU世界トライアスロンシリーズ(横浜特別サポーター)
  - 5月 - 2019ITU世界パラトライアスロンシリーズ横浜大会(横浜特別サポーター)
  - 10月 - 横浜マラソン2019(公式大会サポーター)

## 所在地
本社所在地
東京都渋谷区恵比寿南1-15-1 A-PLACE恵比寿南ビル2F
横浜事務所(横浜工場併設)
神奈川県横浜市神奈川区出田町3番地
関西営業所(神戸工場併設)
兵庫県神戸市中央区港島南町5丁目4-12
神戸事務所
兵庫県神戸市兵庫区築地町6-14
大阪事務所
大阪府大阪市此花区北港白津1-9-72
九州営業所
福岡県福岡市博多区祇園町1-28 いちご博多ビル8階
門司事務所
福岡県北九州市門司区田野浦海岸3-1